# تشارلز ألان سمارت
تشارلز ألان سمارت هو سياسي كندي، ولد في 23 مارس 1868 في مونتريال في كندا، وتوفي في 4 يونيو 1937 في ويسماونت في كندا. حزبياً، نشط في Conservative Party of Quebec (historical) ‏. وقد انتخب عضو الجمعية الوطنية في كيبك ‏.